# الخط 1 لمترو باريس

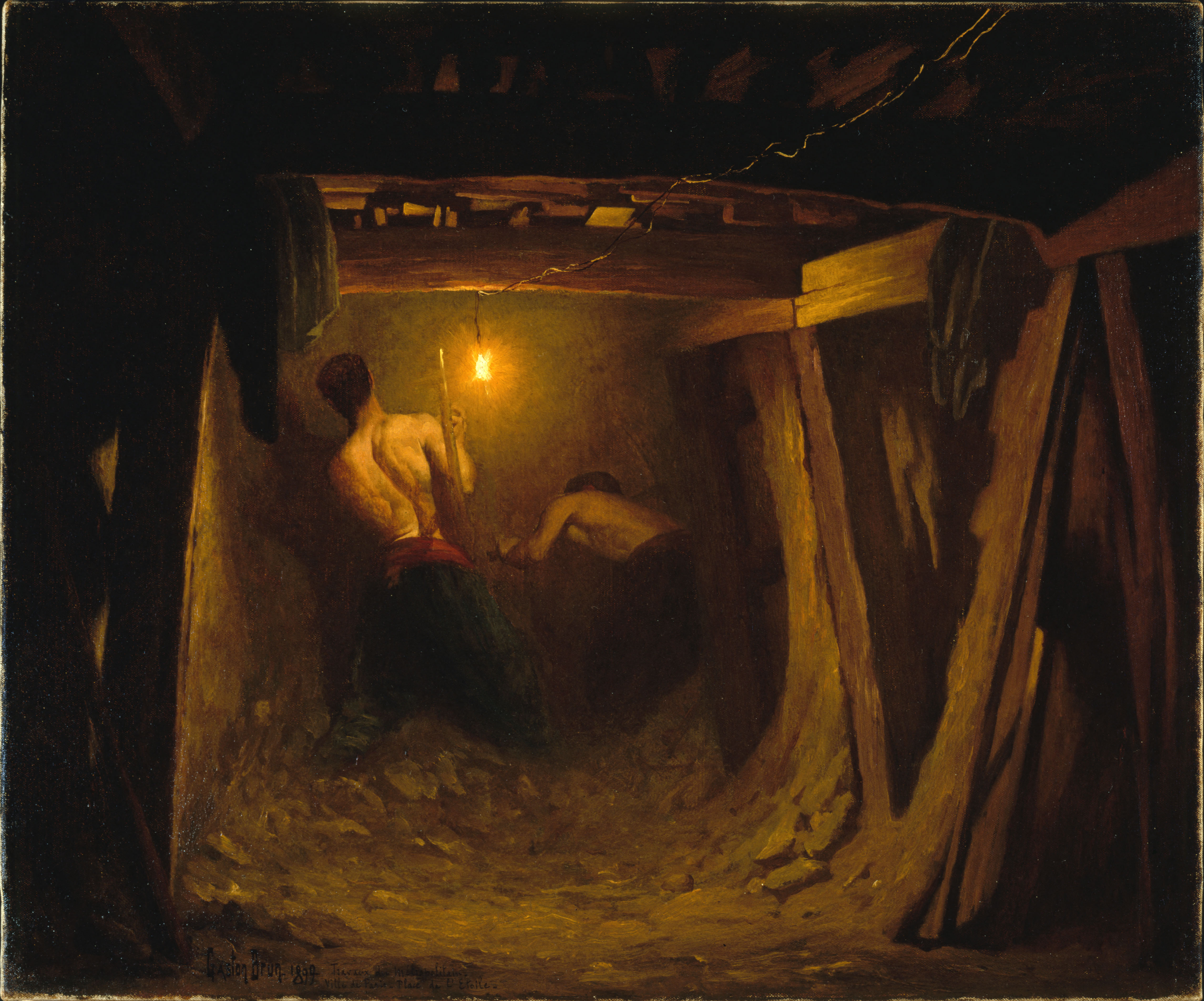
أشغال المترو، جزء الإتوال، رسمت في 1901 من قبل الرسام غاستون بران (1873-1914)، محفوظة في متحف كارنافاليه في باريس.

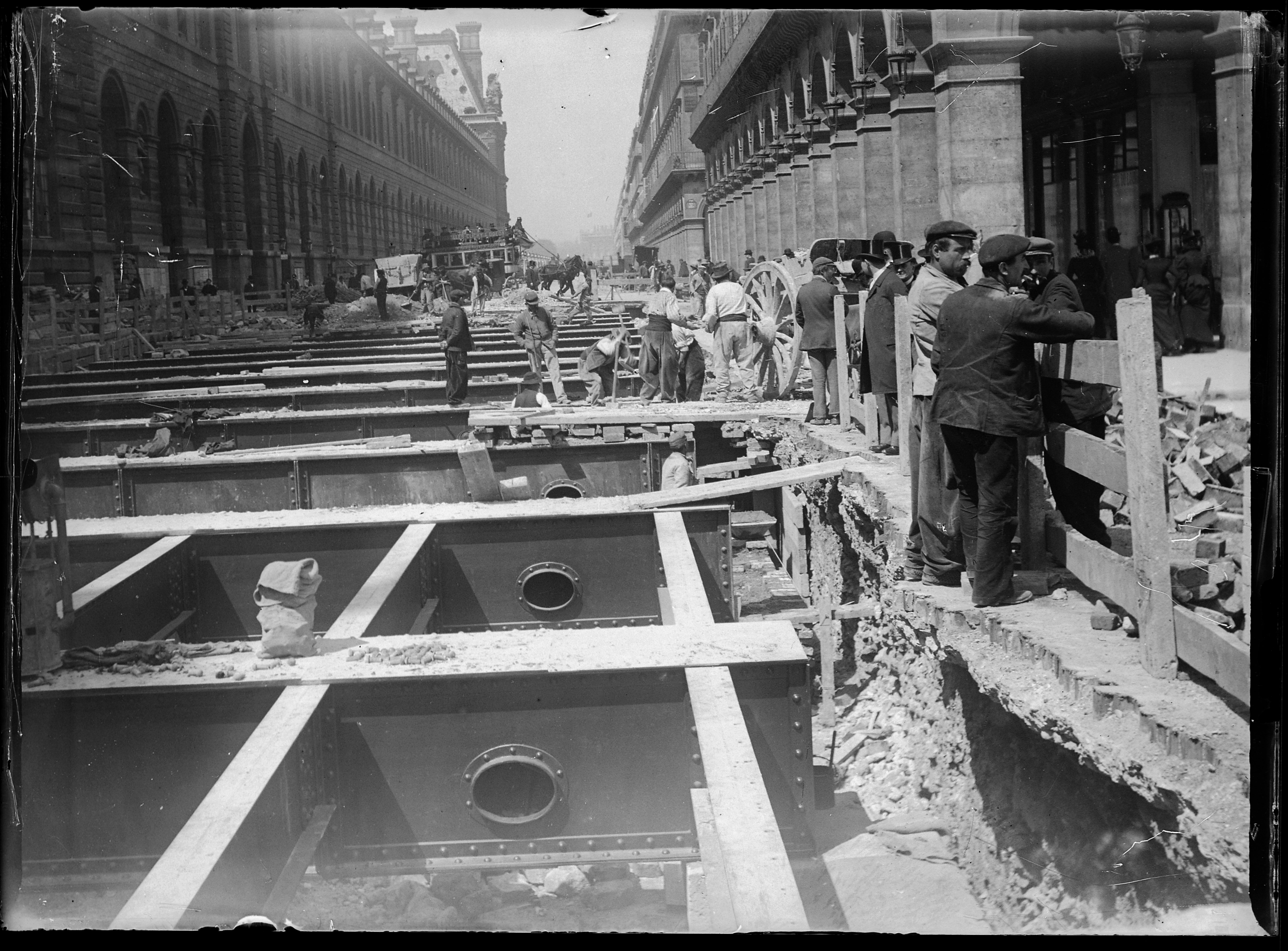
أشغال بناء المترو على مستوى شارع ريفولي بجانب متحف اللوفر. صورت من قبل إوجان تروتا ومحفوظة في متحف تولوز في تولوز.

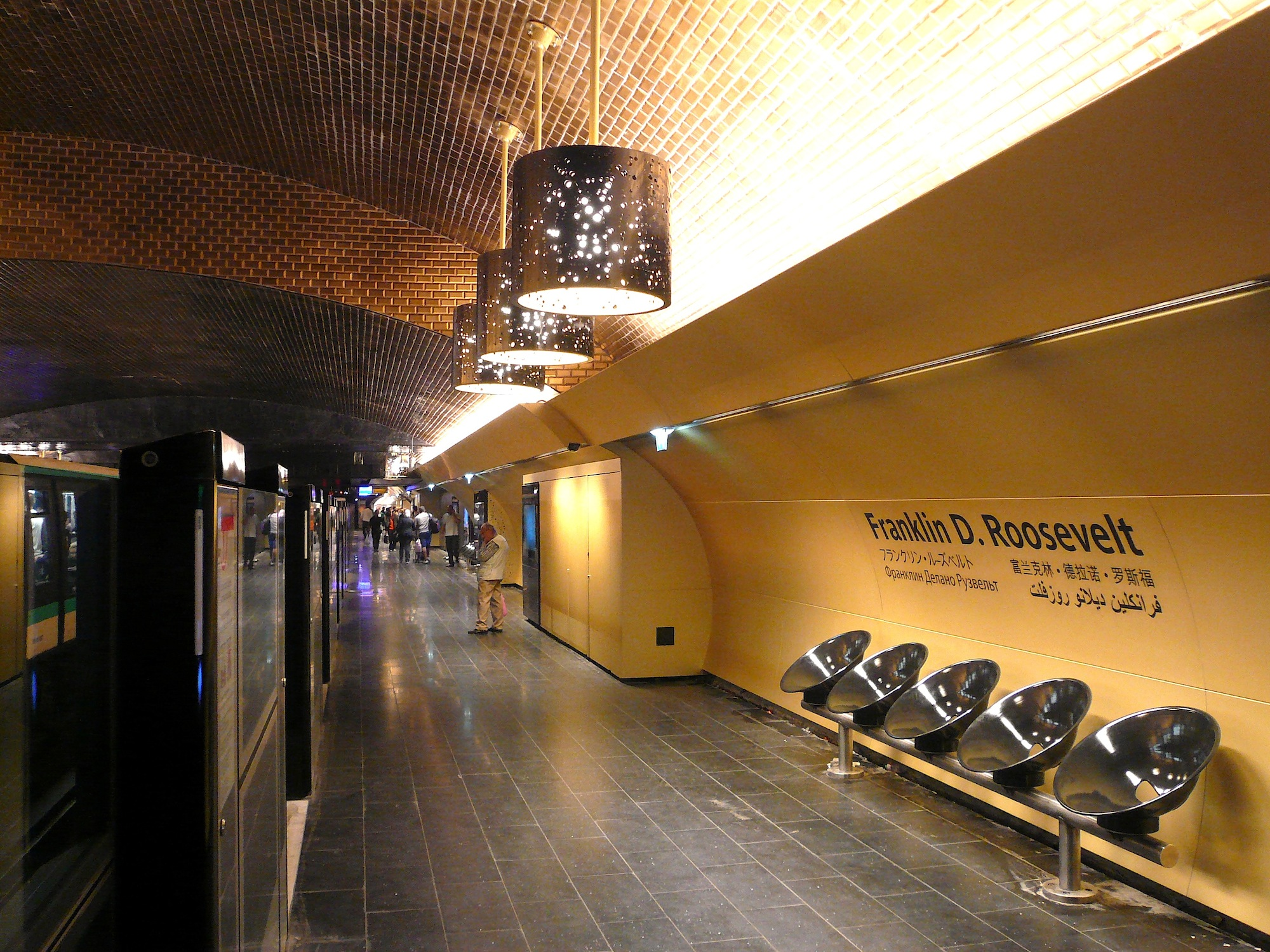
محطات فرانكلين ديلانو روزفلت بعد التجديد في يوليو 2011.

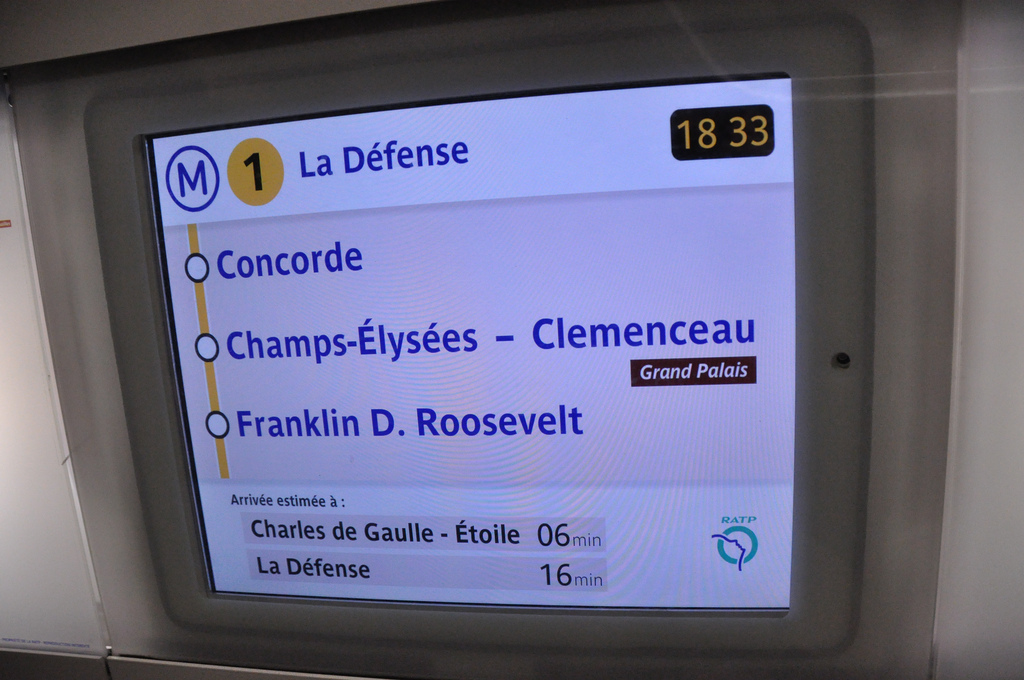
شاشة ديليدام داخل عربات المترو للإشارة عن المحطات في عربات أم بي 05.

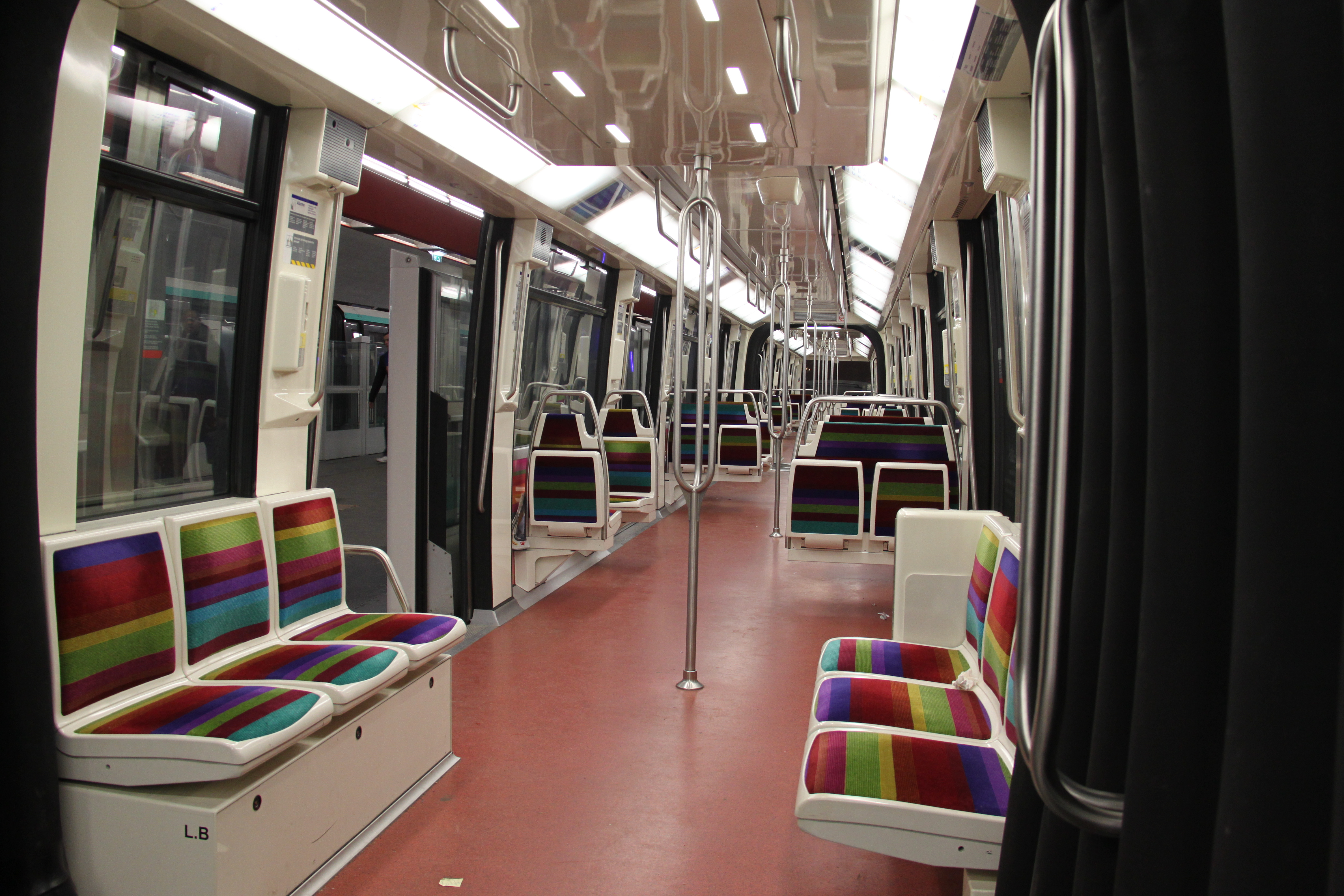
عربة أم بي 05 من الداخل.

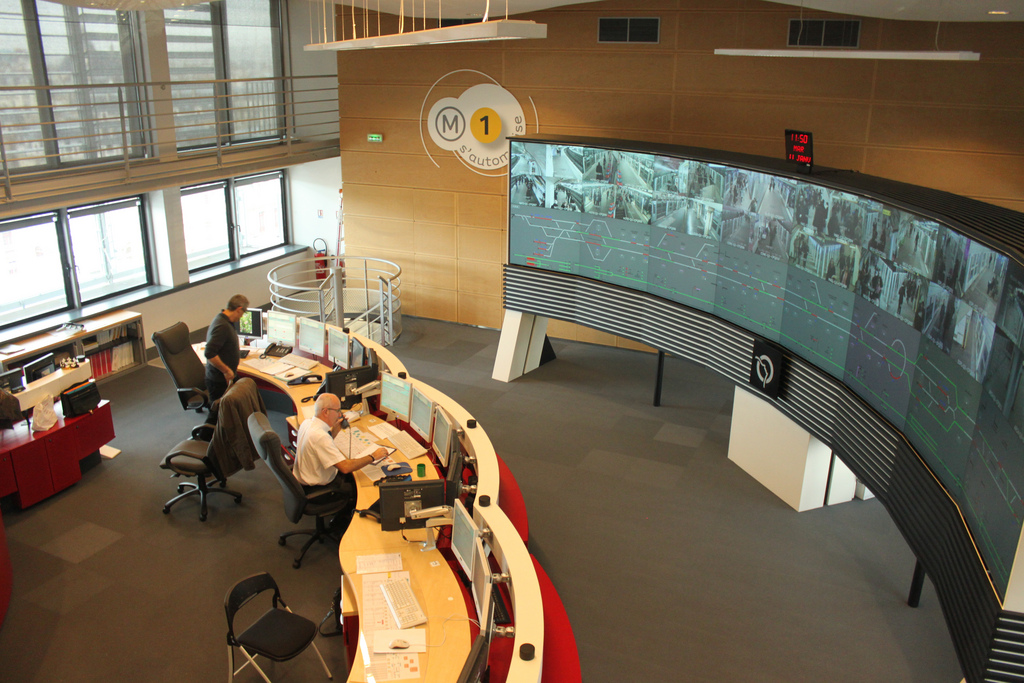
مركز قيادة ومراقبة الخط 1.

الخط 1 لمترو باريس  (بالفرنسية: Ligne 1 du métro de Paris) هو الخط الأول من مجموعة خطوط مترو باريس الستة عشر. يقع في باريس في فرنسا. هذا الخطو هو الأول في فرنسا ويرجع افتتاحه إلى 19 يوليو 1900 بمناسبة المعرض العالمي إكسبو 1900. يربط اليوم لا ديفونس وقصر فانسان على مستوى حي لا ديفونس التجاري وبلدية فانسان. طول الخط 16.5 كم .ويقع شرق غرب مدينة باريس وبه 25 نقطة توقف أي محطة، وينقل 207 مليون شخص في السنة (2010) أي بمعدل 000 725 شخص يوميا. 

الخط الأول من مترو باريس هو الوحيد، إلى جانب الخط 14، الذي اصبح أوتوماتيكي (آلي) كليا، أي يعمل بدون سائق منذ 3 نوفمبر 2011. وفي سنة 1963 و1964، تم تزويده بتقنية السير على الاطارات التي تم تحديثها لاحقا. يستخدم الخط 1 حوالي 49 عربة أم بي 05 الآلية وبشكل كلي.

## التاريخ

### التسلسل الزمني
- 20 أبريل 1896: المجلس البلدي في باريس يتبنى مشروع شبكة فولجونس بيانفينو (Fulgence Bienvenüe).
- 30 مارس 1898: إعلان المنفعة العامة لأولى ست خطوط لمترو باريس.
- 4 أكتوبر 1898: بداية أشغال الخط 1.
- 19 يوليو 1900: افتتاح الخط 1 بين بورت مايو وبورت دو فانسان.
- 24 مارس 1934: التمديد من بورت دوفانسان إلى قصر فانسان.
- 15 نوفمبر 1936: بداية العامل بمحطة بورت مايو بعد تغيير مكانها.
- 29 أبريل 1937: التمديد من بورت مايو إلى جسر نويي.
- مايو 1963-ديسمبر 1964: التحول إلى السير على الاطارات باستعمال آلة أم بي 59.
- 1 أبريل 1992: التمديد من جسر نويي إلى لا ديفونس.
- 27 مارس 1997: الخط 1 هو الوحيد، حتى افتتاح الخط 14 في 15 أكتوبر 1998، الذي يستعمل تقنية السير على الاطارات باستعمال آلة أم بي 89.
- 3 نوفمبر 2011: بداية استعمال أول ثمانية آلات أوتوماتيكية وهي أم بي 05.
- 10 مايو 2012: استعمال العربات الأوتوماتيكية فقط في الليل.
- 7 يوليو 2012: استعمال العربات الأوتوماتيكية فقط طوال عطلة نهاية الأسبوع.
- 9 فبراير 2013: كامل الخط أصبح أوتوماتيكيا ويعمل إلا بعربات أم بي 05 دائما.

## التخطيط والمحطات

### قائمة المحطات
|                                    | المحطة                     | البلدية                    | الخطوط والشبكات المتصلة |
| ---------------------------------- | -------------------------- | -------------------------- | ----------------------- |
|                                    | لا ديفونس القوس الكبير     | بوتو                       |                         |
| ساحة لا ديفونس                     | كوربفوا، بوتو              |                            |                         |
| جسر نويي                           | نويي-سور-سين               |                            |                         |
| ليه سابلون حديقة الأكليماسيون      | نويي-سور-سين               |                            |                         |
| بورت مايو قصر المؤتمرات            | باريس (الدائرة 16 و17)     |                            |                         |
| الأرجنتين                          | باريس (الدائرة 16 و17)     |                            |                         |
| شارل ديغول - إتوال                 | باريس (الدائرة 8, 16 و17)  |                            |                         |
| جورج الخامس                        | باريس (الدائرة 8)          |                            |                         |
| فرانكلين ديلانو روزفلت             | باريس (الدائرة 8)          |                            |                         |
| الشانزلزيه - كليمانصو القصر الكبير | باريس (الدائرة 8)          |                            |                         |
| كونكورد                            | باريس (الدائرة 1 و8)       |                            |                         |
| التويلري                           | باريس (الدائرة 1)          |                            |                         |
| القصر الملكي - متحف اللوفر         | باريس (الدائرة 1)          |                            |                         |
| اللوفر - ريفولي                    | باريس (الدائرة 1)          |                            |                         |
| شاتليه                             | باريس (الدائرة 1 و4)       |                            |                         |
| قصر البلدية                        | باريس (الدائرة 4)          |                            |                         |
| سان بول لو ماريه                   | باريس (الدائرة 4)          |                            |                         |
| الباستيل                           | باريس (الدائرة 4, 11 و12)  |                            |                         |
| محطة غار دو ليون                   | باريس (الدائرة 12)         | TER بورغونيي الخطوط الكبرى |                         |
| رويي ديدرو                         | باريس (الدائرة 12)         |                            |                         |
| ناسيون                             | باريس (الدائرة 11 و12)     |                            |                         |
| بورت دو فانسان                     | باريس (الدائرة 12 و20)     |                            |                         |
| سان مونديه                         | سان مونديه                 |                            |                         |
| بيرو                               | سان مونديه، فانسان         |                            |                         |
| قصر فانسان                         | باريس (الدائرة 12), فانسان |                            |                         |

## السياحة
عملية أوتوماتيكية الخط 1، سمح للمسافرين بالجلوس في أول العربة والنظر لسكة المترو مثل سائق المترو في عربات أخرى، ما يجعله هو والخط 14 مكان سياحي بنفسه.
الخط 1 يربط العديد من أشهر المناطق السياحية في باريس، لذلك فيرتاده السياح بكثرة كبيرة، وهم:
- لا ديفونس وقوس لاديفونس: تخدمهم محطتي لا ديفونس وساحة لا ديفونس.
- قصر مؤتمرات باريس: يخدمه محطة بورت مايو.
- قوس النصر: تخدمه محطة شارل ديغول - إتوال.
- شارع الشانزلزيه: تخدمه محطات شارل ديغول - إتوال، جورج الخامس، الشانزلزيه - كليمانصو، كونكورد.
- القصر الكبير والقصر الصغير وقصر الاكتشاف: تخدمهم محطة الشانزلزيه - كليمانصو.
- ميدان الكونكورد: تخدمه محطة كونكورد.
- حديقة التويلري: تخدمه محطة كونكورد والتويلري.
- متحف اللوفر: تخدمه محطة القصر الملكي - متحف اللوفر.
- قصر بلدية باريس: تخدمه محطة قصر البلدية.
- حي لو ماريه: تخدمه محطة سان بول.
- ساحة الباستيل وأوبرا الباستيل: تخدمهم محطة الباستيل.
- باريس غار دي ليون: تخدمه محطة محطة غار دو ليون.
- ساحة ناسيون: تخدمه محطة ناسيون.
- قصر فانسان: تخدمه محطة قصر فانسان.

## مقالات ذات صلة
- تطوير محطات مترو باريس
- قائمة محطات مترو باريس
- النقل العام في إيل دو فرانس
- باريس

## روابط خارجية
- الموقع الرسمي للهيئة الذاتية للنقل في باريس.